# Johann Andreas Kneucker
Johann Andrees Kneucker (o Andreas) (1862 - 1946 ) fue un botánico, briólogo, y algólogo austríaco. Reconocido experto del género Carex L. 1753.
Hasta 1923 fue maestro de escuela en Karlsruhe, para más tarde trabajar como conservador de las colecciones de historia natural de Baden. Durante su carrera recolectó especímenes vegetales en el sur de Europa y el norte de África.
Creó varias colecciones de exsiccatae, y gran parte de esos especímenes se conservan en el herbario de la Staatliches Museum für Naturkunde en Karlsruhe. Fue fundador de la revista de botánica : Allgemeinen Botanischen Zeitschrift (Revista General de Botánica).

## Algunas publicaciones
- Kneucker, JA. 1921. Hans Freiherr von Türckheim (datos biográficos sobre Türckheim, colector de plantas en la República Dominicana). Gartenflora Jahrg. 70: 19-22[1]
- ----. 1922. Zoologische Ergebnisse zweier in den Jahren 1902 und 1904 durch die Sinaihalbinsel unternommener botanischer Studienreisen (Resultados Zoológico de los años 1902 y 1904, llevadas a cabo en la península del Sinaí, con estudio botánico. II. Teil. Entomologische Blätter, Berlín 18: 20-28

## Honores

### Eponimia
Género de algas
- (Phragmonemataceae) Kneuckeria Schmidle 1905[2][3]

Especies fanerógamas (9)
- (Brassicaceae) Crucihimalaya kneuckeri (Bornm.) Al-Shehbaz, O'Kane & R.A.Price[4]

- (Cyperaceae) Vignea kneuckeriana (Zahn) Soják [5]

- (Tiliaceae) Tilia kneuckeri Heinr.Braun ex J.Wagner[6]
- La abreviatura «Kneuck.» se emplea para indicar a Johann Andreas Kneucker como autoridad en la descripción y clasificación científica de los vegetales.[7]